# Xicaltepec Tepaltitlán
Xicaltepec Tepaltitlán är en ort i Mexiko.   Den ligger i kommunen Toluca och delstaten Mexiko, i den sydöstra delen av landet, 60 km väster om huvudstaden Mexico City. Xicaltepec Tepaltitlán ligger 2 601 meter över havet och antalet invånare är 399.
Terrängen runt Xicaltepec Tepaltitlán är huvudsakligen platt, men söderut är den kuperad. Runt Xicaltepec Tepaltitlán är det tätbefolkat, med 683 invånare per kvadratkilometer. Närmaste större samhälle är Toluca, 12,1 km söder om Xicaltepec Tepaltitlán. Trakten runt Xicaltepec Tepaltitlán består till största delen av jordbruksmark.